# 豊田薫 (AV監督)
豊田 薫（とよだ かおる、1952年11月10日 - ）は、日本のAV監督。埼玉県出身。

## 来歴
エロとの出会い
どういう形で社会に参加していいのかわからず悶々としていた20代前半を経て、1977年、当時、自動販売機で売るエロ本を出版していたアリス出版に編集者として就職する。そこで初めて女性を被写体とした性表現に心酔し、目覚める。入社後しばらくすると上司である編集長から「キミは天職を見つけたね」と言われ、生きる道を自覚し始める。
忙殺された3年間のエロ本制作から足を洗い、一時期、広告代理店にコピーライターとして就職するが、2年で飽きてしまい退社する。
KUKI時代
AVメーカーKUKIの社長（当時）と以前から知り合いだった縁でAV監督に誘われ、1985年、処女作『少女うさぎ　腰ひねり絶頂　高野みどり』を撮る。高野は当時、フジテレビ深夜の人気番組だったオールナイトフジに出演中のオールナイターズの一員だったためスキャンダルな話題になった。
第2作『奥まであと1センチ』はシルエットで浮かぶ男の鬱屈したモノローグから投げつけられる女性への飢餓感・疎外感をモチーフに、男の欲望に映る女を描いた。この2作で、まだ揺籃期だったAV界に旋風を巻き起こした。
芳友舎時代
1986年、芳友舎（現h.m.p）に移籍し、＜サム＞レーベルで数々のヒット作・問題作を発表していく。豊田の初期作風の特徴は、寺山修司の映画『書を捨てよ町へ出よう』『田園に死す』の影響が色濃く反映されたシュールな官能的イメージと、鬱屈した男の欲望に映る女体を濃密に描いていることだ。
それに加えて、日本でポルノを撮りたいという志とビデ倫（日本ビデオ倫理協会）の審査によってモザイク修整されてしまうことへの苛立ちと反抗。たとえば男優に薄くて白いブリーフをはかせ、真っ赤な口紅の唇がブリーフの上からエロチックにフェラチオしていくと半透け状態のペニスがリアルに勃起してくる、その様子を克明に描写する＜ブリーフ越しフェラ＞を初めて表現したのは豊田である。さらにイメージシーンの中にサブリミナル的に1フレーム（30分の1秒）ほどの無修整性器や結合部を確信犯的にインサートしたり、モザイクをわざとずらして瞬間的に性器を見せて審査を通過させたり、ビデ倫への敵対心を作品の中でさりげなく露骨に示した。
それゆえビデ倫との衝突も避けられず、一時期、豊田薫の監督名では審査拒否されたこともある。
ヴィーナス時代
1991年、ダイヤモンド映像村西とおるに招聘されて＜ヴィーナス＞レーベル設立。撮影のキャスティングに関しては田中露央沙や卑弥呼などダイヤモンド映像専属女優を撮ることもあったが、多くは、きのう街でスカウトされた子が今日面接・来週撮影みたいな制作環境だったため、今までの作風を変えざるをえない状況になった。それが＜ハタチ前後の女性にも語るべき人生はある＞というアプローチになり、リアルな素顔とSEXを追求していくドキュメントスタイルに変貌していった。
窮余の一策だったこのスタイルが、豊田の作風を大きく変えていった。
フリーランス時代
1992年、ダイヤモンド映像倒産とともにヴィーナスも解散。フリーランスとしてアリスジャパン、V&Rプランニング、アートビデオ、VIPなどで監督しながら、1994年に日本初の本格的ヘアビデオ『MARY JANE』（主演:河合メリージェ－ン、ケイネットワーク）を発表し、爆発的ヒットになる。豊田にとっては初の自主規制ビデオとなり、それをさらに過激にした『完全露出　恥骨フェチ』が発売1年以内で4万本を売り上げ、『恥骨フェチ2』も2万本を記録した。
リア王時代
自主規制AVの面白さに目覚めた豊田は、1996年、自主規制の個人レーベル＜リア王＞（KING OF REARISM）を設立、それを販売するメーカーとして＜ワイルド・サイド＞を立ち上げる。自主規制のエロを表現の武器にしてアナルやスカトロなどのジャンルまでも開拓し、セルマーケットの急成長に大きく貢献した。
オペラ時代
2005年、AVメーカーであるCAの傘下で＜オペラ＞レーベルを設立。美少女からアナル・スカトロ・ニューハーフなど多岐にわたるジャンルで独自のマニアック路線を貫いている。
EVE
オペラと並行して自主規制の個人レーベル＜EVE＞を設立。フェラチオごっくん物とアナルSEXの2シリーズを発売し、個人メーカーだから可能なギリギリの自主規制に挑んでいる。
Z
2014年3月、流通大手＜映天＞で販売するための新メーカー＜Z＞を起動し、その中でスカトロ専門レーベル＜スカ専＞の発売を開始する。これを機にEVEレーベルの流通も映天に移し、Z傘下レーベルとして販売を継続する。
1985年のデビューから現在まで「自分の見たいものを人にも見せたい」という変わらぬ志を抱き続け、AVの最前線で活動している。10代の頃からの豊田の座右の銘は「持続する志」（by大江健三郎）である。「死ぬまでには絶対、性器まるだしの完全ポルノを俺は作りたい」と、自主規制のエロ表現への飽くなきこだわりに挑戦し続けている。

## 主な作品
KUKI時代
- 少女うさぎ　腰ひねり絶頂　高野みどり
- 奥まであと1センチ　橘美恵子

芳友舎時代
- マクロボディ　奥までのぞいて（シリーズ）
- 口全ワイセツ（シリーズ）
- 禁姦色（シリーズ）
- ザ・KAGEKI（シリーズ）
- 恥骨の森（シリーズ）
- 生きながら欲望に葬られ

ヴィーナス時代
- ストレート・ファッキング・マン　田中露央沙
- 変態するは我にあり　藤小雪

フリーランス時代
- MARY JANE（ヘアビデオ） 河合メリージェーン
- 吸精姫　氷高小夜
- プライバシー侵害　朝岡実嶺
- 完全露出　恥骨フェチ　篠宮知世

リア王時代
- 女子肛交生アナルラブ（シリーズ）
- ミス・フェラチーノ（シリーズ）
- 超オマンコ主義（シリーズ）
- エクソダス（シリーズ）
- ロシア素人娘（シリーズ）

オペラ時代
- ケツガッチン（シリーズ）
- 極めつきド変態（シリーズ）
- 最臭兵器エクソシスターズ（シリーズ）

EVE
- 真フェラチ王（シリーズ）
- 激アナル丸出し中出しSEX（シリーズ）

Z スカ専
- ウンコかぐや姫（シリーズ）

## 関連書籍
- SUNTORY QUARTERLY 1991 38 季刊　（サントリー）
- 東良美季『アダルトビデオジェネレーション』（1999年、メディアワークス）
- 佐野眞一『日本映画は、いま　スクリーンの裏側からの証言』（1996年、TBSブリタニカ）
- 『20世紀のアダルトビデオ』（1998年、アスペクト）